# Gamma Velorum
Gamma Velorum (ou Regor) é um sistema estelar na constelação de Vela. Com magnitude aparente de +1.75, é uma das estrelas mais brihantes do céu noturno. Possui outros nomes próprios como Suhail ou Al Suhail al-Muhlif (não confundir com o nome Suhail que pode também ser outras estrelas, como Lambda Velorum). Seu nome popular atualmente mais aceito é Regor, que é o contrário Roger, em homenagem ao astronauta Roger Chaffee. Se localiza a cerca de 813 anos-luz do nosso Sol.
Gamma Velorum é um sistema formado por seis estrelas. O membro mais brilhante, γ² Velorum ou γ Velorum A, é atualmente uma binária espectroscópica composta por uma supergigante azul do tipo espectral O9 (30 M☉), e uma massiva estrela de Wolf-Rayet. A binária tem um período orbital de 78.5 dias e uma separação de 1 U.A. Ela possui uma companheira, a brilhante (magnitude aparente +4.2) γ¹ Velorum ou γ Velorum B, é subgigante branca-azulada do tipo espectral B. Está separada da binária Wolf-Rayet por 41.2", e sua separação pode ser resolvida com binóculos.
Gamma Velorum tem outras pequenas companhias. Gamma Velorum C, com magnitude aparente +8.5, uma estrela branca do tipo espectral A,  está a 62.3" do componente A. A 93.5 segundos de arco está a segunda estrela binária, Gamma Velorum D e E. O componente D é uma outra estrela branca do tipo espectral A, tendo uma magnitude aparente de +9.4. Sua companheira é uma estrela de magnitude +13, separada por 1.8 segundos de arco.